# Cantone di Pays de Bidache, Amikuze et Ostibarre
Il cantone di Pays de Bidache, Amikuze et Ostibarre è una divisione amministrativa dell'arrondissement di Bayonne.
È stato costituito a seguito della riforma approvata con decreto del 25 febbraio 2014, che ha avuto attuazione dopo le elezioni dipartimentali del 2015.

## Composizione
Comprende i seguenti 52 comuni:
- Aïcirits-Camou-Suhast
- Amendeuix-Oneix
- Amorots-Succos
- Arancou
- Arbérats-Sillègue
- Arbouet-Sussaute
- Arhansus
- Armendarits
- Aroue-Ithorots-Olhaïby
- Arraute-Charritte
- Ayherre
- La Bastide-Clairence
- Béguios
- Béhasque-Lapiste
- Bergouey-Viellenave
- Beyrie-sur-Joyeuse
- Bidache
- Bonloc
- Bunus
- Came
- Domezain-Berraute
- Etcharry
- Gabat
- Garris
- Hélette
- Hosta
- Ibarrolle
- Iholdy
- Ilharre
- Irissarry
- Isturits
- Juxue
- Labets-Biscay
- Lantabat
- Larceveau-Arros-Cibits
- Larribar-Sorhapuru
- Lohitzun-Oyhercq
- Luxe-Sumberraute
- Masparraute
- Méharin
- Mendionde
- Orègue
- Orsanco
- Osserain-Rivareyte
- Ostabat-Asme
- Pagolle
- Saint-Esteben
- Saint-Just-Ibarre
- Saint-Martin-d'Arberoue
- Saint-Palais
- Suhescun
- Uhart-Mixe